# El Abanico
El Abanico es una ranchería del municipio de Nacozari de García ubicada en el este del estado mexicano de Sonora, en la zona alta de la Sierra Madre Occidental. La ranchería es la segunda localidad más habitada del municipio, sólo después de la ciudad de Nacozari de García, la cual es la cabecera municipal, ya que según los datos del Censo de Población y Vivienda realizado en 2010 por el Instituto Nacional de Estadística y Geografía (INEGI), El Abanico tiene un total de 380 habitantes.

## Geografía
El Abanico se sitúa en las coordenadas geográficas 30°21′38″ de latitud norte y 19°34′48″ de longitud oeste del meridiano de Greenwich, a una elevación de 1394 metros sobre el nivel del mar.